# Una storia molto breve
Una storia molto breve (A Very Short Story) è un racconto dello scrittore statunitense Ernest Hemingway, pubblicato per la prima volta nella raccolta del 1924 intitolata In Our Time, poi riscritto in parte l'anno seguente fino a giungere alla forma definitiva. Viene narrata la vicenda di un soldato americano ferito, siamo in piena prima guerra mondiale, che s'innamora di un'infermiera. 
L'autore si basa in parte su esperienze personali avvenute quando si trovava sul fronte italiano come portantino nel 1917: dopo esser stato ferito alle gambe, trascorse un certo periodo di tempo ricoverato a Milano e qui, testimonia d'aver incontrato e d'essersi preso una cotta per una delle infermiere.

## Trama
Il protagonista è stato ferito durante una battaglia e si trova così nell'ospedale militare. Qui conosce un'infermiera, una di quelle addette ad accudire i malati in corsia, di nome Luz. Il ferito dovrà trascorrere almeno tre mesi in convalescenza e durante questo pur breve periodo ha tempo però di approfondire l'amicizia con la giovane donna fino ad innamorarsene.
Ad un certo momento, prendono la decisione di sposarsi, ma devono rimandare. Così lui l'avrebbe preceduta in America per cercarsi un lavoro, lei si sarebbe trattenuta qualche tempo in Italia, a Pordenone, per aiutare ad aprire l'ospedale. Tuttavia, ritornato in patria, il giovane militare riceverà una lettera da parte della donna con la quale viene informato che lei s'è innamorata di un ufficiale degli arditi acquartierati in città. Più tardi ella gli scrive nuovamente, ma lui la ignora e non la degna di alcuna risposta.
Successivamente il soldato, dopo un fugace incontro sessuale con una sconosciuta avvenuto in un taxi, si ammala di gonorrea.